# Soleá

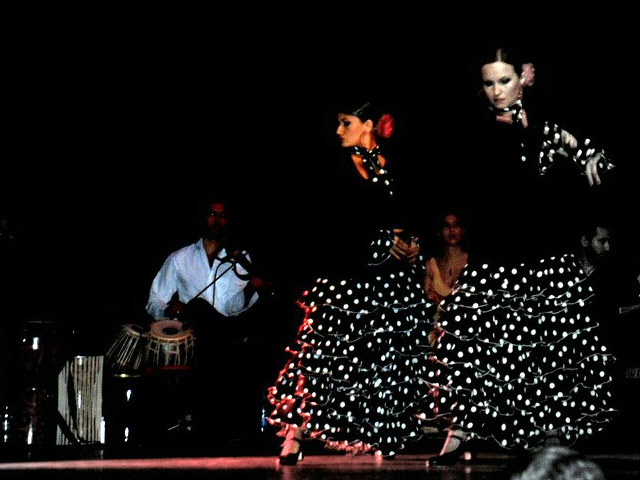
Flamencodanseres die de soleá uitvoert

De soleá, meervoud soleares, is een zang- en dansstijl (palo) binnen de flamencomuziek. De soleares zijn ontstaan in de Zuid-Spaanse regio Andalusië. De soleá wordt meestal begeleid met een enkele gitaar. De stijl wordt weleens de moeder van de palos genoemd, hoewel het niet de oudste palo is; de seguiriyas zijn bijvoorbeeld ouder. De maat van de soleá is twaalfachtste; deze kent daarbinnen veel ingewikkelde variaties of accenten.